# Michel Despland
Michel Despland (Losanna, 25 luglio 1936 – Montréal, 31 luglio 2018) è stato uno storico delle religioni e storico delle idee canadese.
È stato professore emerito all'Università Concordia di Montréal.

## Opere
- Le recul du sacrifice : quatre siècles de polémiques françaises, Presses de l'Université de Laval, 2009, 296 p.
- Vivre Ensemble : Croyances et Sciences en Terre Laique, Presses Universitaires de Laval, 2009.
- Bastide on Religion. Key Thinkers in the Study of Religion, Equinox Publishing Limited, 2008.
- Destinée et salut. Essai de théologie poétique à partir de deux romans de Joseph Conrad, Van Dieren, Petite Bibliothèque théologique, 2008, 63 p.
- Romans victoriens et apprentissage du discernement moral, Presses de l'Université de Laval, 2006,
- Comparatisme et christianisme, Paris l'Harmattan, coll. Religion et sciences humaines, 2003.
- L'émergence des sciences de la religion. La monarchie de Juillet : un moment fondateur, Paris, L'Harmattan, 1999, 598 p.
- Les hiérarchies sont ébranlées. Politiques et théologies au XIXe siècle, Montréal, Fides, 1998.
- Contributi in: François Bœspflug et Françoise Dunand, Le Comparatisme en histoire des religions, 1997, 464 p.
- Reading an Erased Code. Romantic Religion and Literary Aesthetics in France, University of Toronto Romance Series, 1994, 223 p.
- con Gérard Vallée (dir.), Religion in History. The Word, the Idea, the Reality / La religions dans l'histoire. Le mot, l'idee, la réalité, Waterloo, Wilfred Laurier University Press, 1992.
- con Louis Rousseau, Les sciences religieuses au Québec depuis 1972, Wilfrid Laurier University Press, 1988, 158 p.
- Christianisme, dossier corps, Paris, Cerf, 1987.
- The Education of Desire. Plato and the Philosophy of Religion, University of Toronto Press, 1985, 400 p.
- La religion en Occident, évolution des idées et du vécu, Paris, Cerf, Cogitatio Fidei 101, 1979.
- Kant on history and religion, con la traduzione di On the failure of all attempted philosophical theodicies, McGill-Queen's University Press,  1973. 355 p.
- The idea of divine education: a study in the ethical and the religious as organizing themes for the interpretation of the life of the self in Kant, Schleiermacher and Kierkegaard., Harvard Divinity School, 1967, 1164 p. (Tesi di dottorato sostenuta nel 1966).